# La fuerza del mal (película)
La fuerza del mal (título original en inglés: Force of Evil) es una película estadounidense estrenada en el año 1948 perteneciente a los géneros criminal y film noir. Está protagonizada por John Garfield y Beatrice Pearson y dirigida por Abraham Polonsky. Se trata de una adaptación realizada por Polonsky e Ira Wolfert de la novela Tucker's People de Wolfert. Polonsky había sido guionista de la película de boxeo Cuerpo y alma (1947), en la que Garfield también interpretó al protagonista.
En 1994 la película fue seleccionada para ser conservada en el National Film Registry de los Estados Unidos por la Biblioteca del Congreso, ya que se considera estéticamente significativa.

## Trama

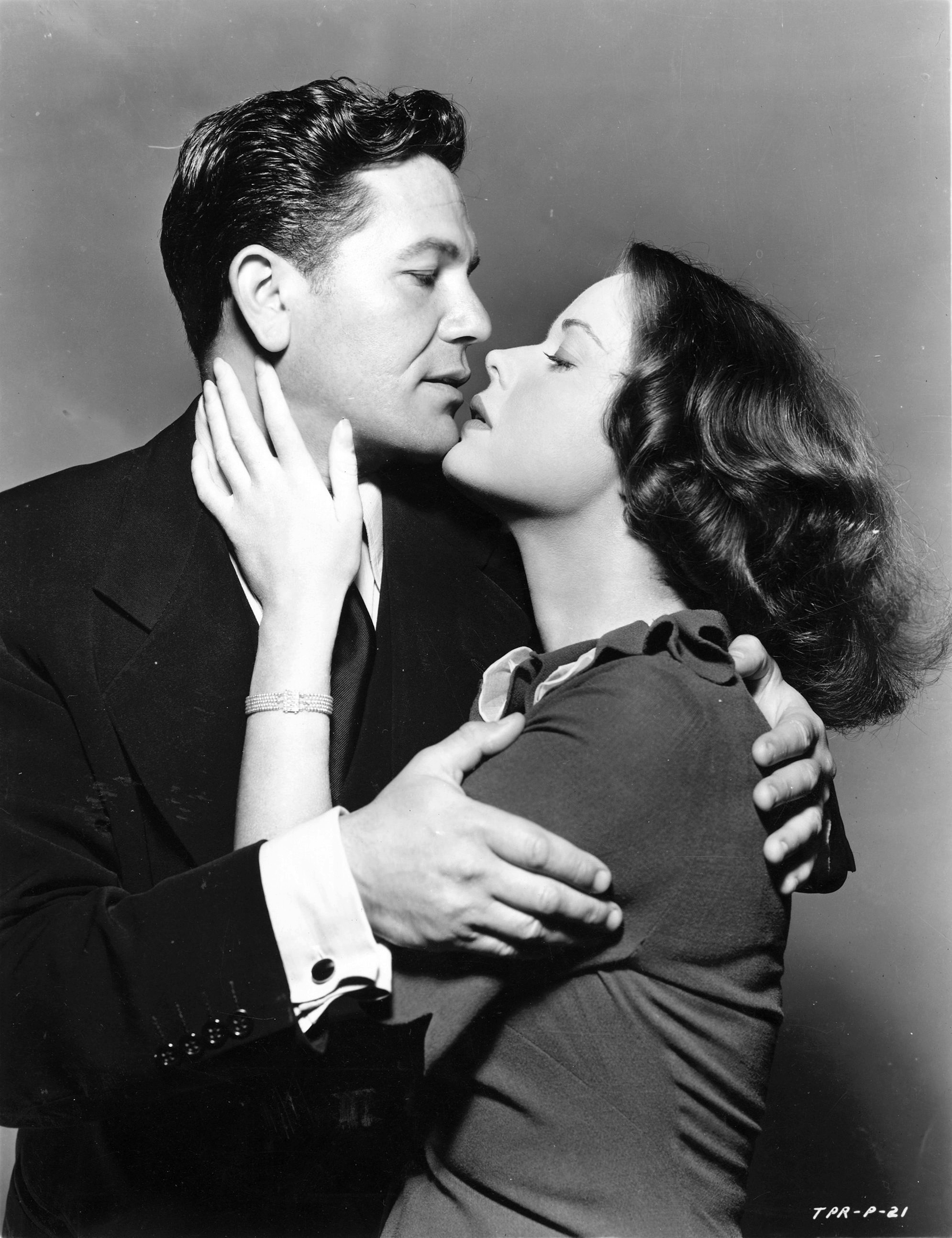
John Garfield y Beatrice Pearson en La fuerza del mal

Joe Morse es un abogado de Nueva York que tiene un bufete propio con su socio Freddie Bauer (Howard Chamberlain);  uno de sus clientes más rentables es el gánster Ben Tucker interesado en construir un monopolio manipulando una popular lotería, algo que podría conseguir con la ayuda de Joe Morse, llevando a la bancarrota a todas las oficinas de lotería ilegales de la ciudad y así, hacerse cargo de ellas. Morse muestra poco reparo en ayudar a Tucker, aunque las insinuaciones de la misteriosa esposa de su cliente, Edna, hacen las cosas más difíciles. Otra complicación es que el hermano mayor de Joe, Leo Morse, dirige una agencia de lotería. Joe se arriesga y le cuenta a Leo el plan que Tucker y él están urdiendo para que Leo, el perdedor, salga impune. Joe se ofrece a dejar que Leo participe en la operación, pero su honesto hermano se sorprende por la propuesta, con lo cual Joe queda atrapado entre los frentes. La situación empeora aún más cuando se enamora de la empleada de Leo, Doris Lowry, quien permanece leal a Leo y, por lo tanto, se encuentra en peligro. Además, el compañero de Joe, Freddie Bauer, demuestra ser un jugador con intereses propios.

## Elenco
- John Garfield como Joe Morse
- Beatrice Pearson como Doris Lowry
- Thomas Gómez como Leo Morse
- Marie Windsor como Edna Tucker
- Howland Chamberlain como Frederick "Freddie" Bauer
- Roy Roberts como Ben Tucker
- Paul Fix como Bill Ficco
- Stanley Prager como Wally
- Barry Kelley como Det. Egan
- Beau Bridges como Frankie Tucker

## Antecedentes
Esta película fue el debut como director del guionista Polonsky, y fue producida bajo la dirección de Roberts Productions, la empresa cinematográfica conjunta de Bob Roberts y la estrella John Garfield, que previamente había producido The Hunt for Millions de Polonsky.La película se rodó en estudio y en lugares destacados como Wall Street y el puente George Washington. Polonsky le pidió al camarógrafo George Barnes que usara las imágenes de Edward Hopper como guía.
Polonsky, Roberts y Garfield fueron el objetivo de las investigaciones del Comité de Actividades Antiamericanas durante el macartismo. Los tres se negaron a revelar los nombres de sus compañeros de izquierda al comité. A partir de entonces, Polonsky solo pudo trabajar con un nombre falso, Roberts abandonó los EE. UU. y Garfield murió años después a la edad de 39 años. No fue hasta 1969 cuando a Polonsky se le dio otra oportunidad de dirigir con El valle del fugitivo.

## Recepción

### Crítica
Cuando se estrenó la película, la revista Variety le dio una crítica variada, elogiando su producción y elenco, así como los escenarios, pero condenando su enfoque y su lenguaje, considerando que tenía demasiadas florituras.
El crítico Matthias Merkelbach elogió efusivamente la obra, su "tono nihilista, el excelente guion, un blanco y negro visualmente impactante del camarógrafo George Barnes y un equipo de actores fantásticos, sobre todo John Garfield y Thomas Gómez en el binomio Caín y Abel como dos desiguales hermanos".
A Bosley Crowther, el crítico de cine de The New York Times, le gustó la película y escribió: "Pero a pesar de su naturaleza desagradable, debe decirse que esta película es un drama dinámico de crimen y castigo, brillante y ampliamente realizado. A partir de material e ideas que se han trabajado una y otra vez, de modo que se han vuelto obsoletos y trillados desde hace mucho tiempo, reúne suspenso y pavor, una sensación genuina de la desolación del crimen y una terrible sensación de fatalidad. Y atrapa en elocuentes jirones de diálogo sobre la marcha conmovedoras insinuaciones del patetismo de vidas esperanzadas que salieron mal".
El historiador de cine Andrew Sarris escribió en 1968: "La fuerza del mal destaca [...] como una de las grandes películas del cine estadounidense moderno y la escena del taxi de Garfield con Beatrice Pearson le quita algo de brillo al tour de force de Brando- Steiger de Kazan en On the Waterfront ".
En las décadas transcurridas desde su lanzamiento, La fuerza del mal ha sido reconocida por críticos de cine e historiadores como William S. Pechtery Andrew Dickoscomo un punto culminante del género del cine negro, poderosa en sus imágenes y lenguaje poéticos. Su influencia ha sido reconocida muchas veces por Martin Scorsese en la realización de sus dramas criminales, comentando que "El drama moral en [La fuerza del mal] es de proporciones casi míticas. No es sólo el individuo el que está corrupto, sino todo el sistema. Esta es una visión tanto política como existencial." 

### Taquilla
Según los registros de MGM, la película recaudó $948 000 en los EE. UU. y $217 000 en el extranjero. 

### Nominaciones
Listas del American Film Institute: 
- 100 años de AFI ... 100 películas - Nominado[17]
- 10 Top 10 de AFI - Película de gánsteres nominada[18]
- 100 años de AFI ... 100 películas (edición del décimo aniversario) - Nominado[19]